# 帕尔西和蒂尼
帕尔西和蒂尼（法語：Parcy-et-Tigny，法語發音：[paʁsi e tiɲi]）是法国上法蘭西大區埃纳省的一个市镇，属于苏瓦松区。

## 地理
帕尔西和蒂尼（49°16'43"N, 3°20'6"E）面积10.59 平方千米，位于法国上法蘭西大區埃纳省，该省份为法国北部内陆省份，北起北部省，西接索姆省和瓦兹省，东临阿登省和马恩省，西南至塞纳-马恩省，东北部与比利时接壤。
与帕尔西和蒂尼接壤的市镇（或旧市镇、城区）包括：阿尔泰讷和托、勒普莱西耶于勒、大罗祖瓦、圣雷米布朗济、维耶尔济、维勒蒙图瓦尔。

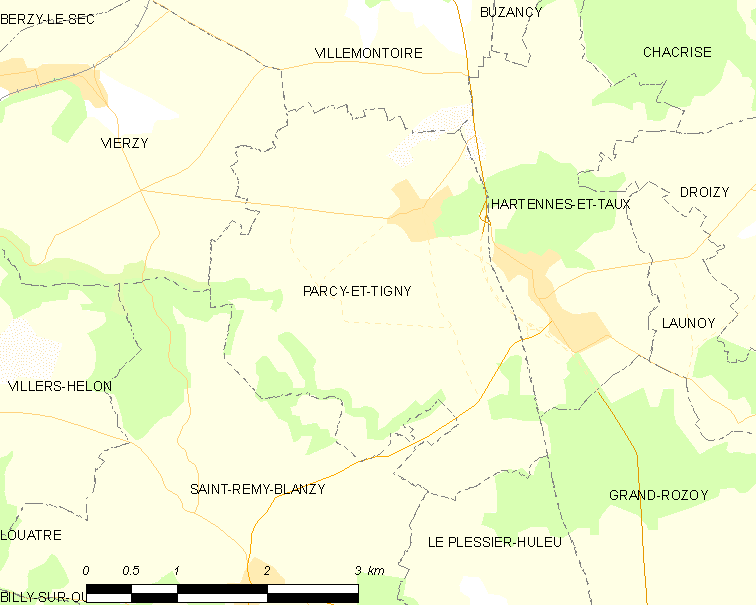
帕尔西和蒂尼的OSM定位图

帕尔西和蒂尼的时区为UTC+01:00、UTC+02:00（夏令时）。

## 行政
帕尔西和蒂尼的邮政编码为02210，INSEE市镇编码为02585。

## 政治
帕尔西和蒂尼所属的省级选区为维莱科特雷县。

## 人口

1962-2008年间帕尔西和蒂尼人口变化图示

帕尔西和蒂尼于2022年1月1日时的人口数量为247人。